# Pont-en-Ogoz
Pour les articles homonymes, voir Pont (toponyme).
Pont-en-Ogoz [pɔ̃.t‿ɑ̃.n‿ɔɡo] est une commune suisse du canton de Fribourg, située dans le district de la Gruyère.

## Histoire
La commune de Pont-en-Ogoz est issue de la fusion du 1er janvier 2003 qui regroupe les localités d'Avry-devant-Pont, Le Bry et Gumefens.
Le nom Pont-en-Ogoz vient de la fusion en 1970 de Pont-en-Ogoz avec Villars-d'Avry qui donna l'ancienne commune de Le Bry.

## Géographie
Pont-en-Ogoz mesure 1 002 ha. 12,7 % de cette superficie correspond à des surfaces d'habitat ou d'infrastructure, 65,2 % à des surfaces agricoles, 22,0 % à des surfaces boisées et 0,1 % à des surfaces improductives.
Pont-en-Ogoz est limitrophe de Gibloux, Hauteville, Marsens, Pont-la-Ville et Sorens.

Photo aérienne prise à (1964)

## Population

### Surnom
Les habitants de la commune sont surnommés Les Loups (lé Lâ en patois fribourgeois).

### Démographie
Pont-en-Ogoz compte 1 973 habitants en 2022. Sa densité de population atteint 197 habitants par km2.
Le graphique suivant résume l'évolution de la population de Pont-en-Ogoz entre 1850 et 2008 (incluant les communes ultérieurement fusionnées) :